# Монзино (станция)
Мо́нзино — пассажирская и сортировочная станция Свердловской железной дороги на участке Нижний Тагил — Екатеринбург. Расположена в посёлке Монзино Пригородного района Свердловской области России, к югу от города Нижнего Тагила. Станция окружена болотами, лесами и коллективными садами. От неё отходят два ответвления путей к распределительной электроподстанции «Монзино» и лесопильному предприятию совхоза «Николо-Павловский».
На станции останавливаются пригородные электропоезда, курсирующие на участке Нижний Тагил — Екатеринбург-Пассажирский, за исключением скоростных. В определённое время суток через станцию также ходят электропоезда, начальными или конечными остановками которых являются станции Керамик или Шарташ.

## История
Изначальное название станции — Шайтанка (сейчас так называется соседний остановочный пункт). Станция была открыта 1 октября 1878 году при открытии последнего участка Уральской горнозаводской железной дороги. Станция основана как небольшой перевалочный пункт перед большой станцией Нижний Тагил. Здесь был отстроен посёлок железнодорожников, позже вокруг станции стали строиться коллективные сады. Также, как и на Старателе, здесь мыли золото, добывая его в «выработках» (небольших озёрах), которые остались и поныне.
В 1920-х годах станция Шайтанка была переименована в Монзино в память о трагически погибшем красном командире Монзине, родившемся в соседней деревне Шайтанке.
В 1960—1980-х годах станцией пользовались различные пригородные предприятия для разгрузки товара с вагонов, которых загоняли в тупики, в 1990-е годы тупики были демонтированы, последний тупик демонтировали в конце 2000-х. Ранее на станции находился небольшой деревянный вокзал с билетной кассой и залом ожидания, потом он сгорел. Построенный в 1980-е годы кирпичный туалет был снесён в 2021 году. Сейчас на станции остались лишь два металлических навеса на обеих посадочных платформах, пост ЭЦ и технический корпус железнодорожников. Станция в основном обслуживает садоводов многочисленных местных коллективных садов, рыбаков, а также постоянных жителей пристанционного посёлка и служит для сортировки грузовых составов.